# فرانكلين أبريل
فرانكلين أبريل (بالإنجليزية: Franklin April)‏، من (و. 18 أبريل 1984 - ت. 18 أكتوبر 2015) في وندهوك في ناميبيا، لاعب كرة قدم ناميبي.
بدأ مسيرته الكروية مع نادي سيفيكس في عام 2003. وهو كان أحد لاعبي منتخب ناميبيا لكرة القدم.

## روابط خارجية
- فرانكلين أبريل على موقع قاعدة بيانات كرة القدم.إي يو (الإنجليزية)
- فرانكلين أبريل على موقع ناشيونال فوتبول تيمز (الإنجليزية)
- فرانكلين أبريل على موقع Soccerbase.com (لاعب) (الإنجليزية)
- فرانكلين أبريل على موقع Soccerway.com (الإنجليزية)
- فرانكلين أبريل على موقع عالم كرة القدم.نت (الإنجليزية)